# Antoine Petit
Pour les articles homonymes, voir Petit et Antoine Petit (homonymie).
Antoine Petit, né le 22 juillet 1722 à Orléans et mort le 21 octobre 1794 à Olivet (Loiret) , est un médecin français. À Paris, il devint professeur d'anatomie au Jardin du Roi (devenu par la suite le Muséum national d'histoire naturelle). Il fut également, en 1786 à Orléans, le fondateur du Bureau des Consultations gratuites de médecine et de jurisprudence.

## Biographie
Petit reçut une première éducation très soignée et, au sortir du collège des Jésuites d'Orléans, il vint étudier la chirurgie à Paris. Il fut bientôt en état de se livrer à l’enseignement et de faire des leçons d’anatomie, de chirurgie et d’accouchement. Il fut reçu docteur régent (professeur) à la Faculté de médecine de Paris en 1746.
La sûreté de son tact dans le diagnostic des maladies le fit distinguer, parmi les plus habiles médecins de son temps, comme le premier d’entre eux. Aussi son cabinet de consultation ne désemplissait pas, et l’on venait de toutes les parties de la France et même de l’Europe pour lui demander des conseils.
Il amassa une fortune considérable et, marié mais n’ayant point d’enfants, il en consacra une partie à la fondation d’établissements utiles. Il fonda dans la Faculté de Paris une chaire d’anatomie et une de chirurgie. Les professeurs, pris dans la Faculté et nommés par elle, devaient se livrer à l’enseignement pendant dix ans, et céder ensuite la place à de jeunes confrères.
Le roi l'anoblit en 1760. Antoine Petit participa à la Querelle médicale de 1765 en France sur la grossesse et à celle sur la variolisation.
La fondation faite par Petit dans sa ville natale est plus considérable : il y consacra plus de 100 000 livres. Son objet était la nomination de quatre médecins et de deux chirurgiens pour donner des soins gratuits aux malades indigents de la ville, et, les jours de marché, des consultations à ceux de la campagne, dans un édifice qu’il fit bâtir à cet effet. Deux avocats et un procureur, ayant, comme les premiers, des appointements fixes, remplissaient, à des jours marqués, leur ministère auprès des pauvres qui venaient le réclamer.
À Fontenay-aux-Roses, il fit don d’une maison pour y loger l’officier de santé de la commune.
Le 23 février 1797, sa veuve, Marie Charlotte Dinet, qui s'était retrouvée sans aucune ressource, à la suite des profonds bouleversements politiques, et qui en était réduite à vivre dans une indigence proche de la misère, obtint de la municipalité d'Orléans une modeste pension de 300 livres.

## Œuvres
- Discours sur l’utilité de la chirurgie, Paris, 1757, in-4° ;
- Consultation en faveur de la légitimité des naissances tardives, Paris, 1765, in-8° ;
- Recueil de pièces relatives à la question des naissances tardives, 1766, 2 vol. in-8° ;
- Rapports en faveur de l’inoculation, Paris, 1766, in-8° ;
- Lettres sur les faits relatifs à l’inoculation, Paris, 1767, in-8° ;
- Mémoire sur la meilleure manière de construire un hôpital de malades, Paris, 1774 ;
- Projet de réforme sur l’exercice de la médecine en France, Paris, 1791, in-4° ;
- Traité des maladies des femmes enceintes, en couche, et des enfants nouveau-nés, Paris, 1779, 2 vol. in-8° ;
- Anatomie chirurgicale de Palfin, revue et augmentée par A. Petit, Paris, 1753, 2 vol. in-12.

Il a également fourni des articles sur la médecine à l’Encyclopédie de Diderot et D’Alembert.

## Sources et bibliographie
- Pierre Larousse, Grand Dictionnaire universel du XIXe siècle, vol. 12, Paris, Administration du grand Dictionnaire universel, 1866, p. 715.